# NGC 1894
NGC 1894 في الفهرس العام الجديد، هو عنقود مفتوح، يقع في كوكبة أبو سيف (كوكبة). اكتشف في 24 نوفمبر 1834 . بواسطة جون هيرشل .

## روابط خارجية
- NGC 1894 على موقع ويكي سكاي: DSS2, SDSS, GALEX, IRAS, Hydrogen α, X-Ray, Astrophoto, Sky Map, Articles and images